# Drogo von Metz

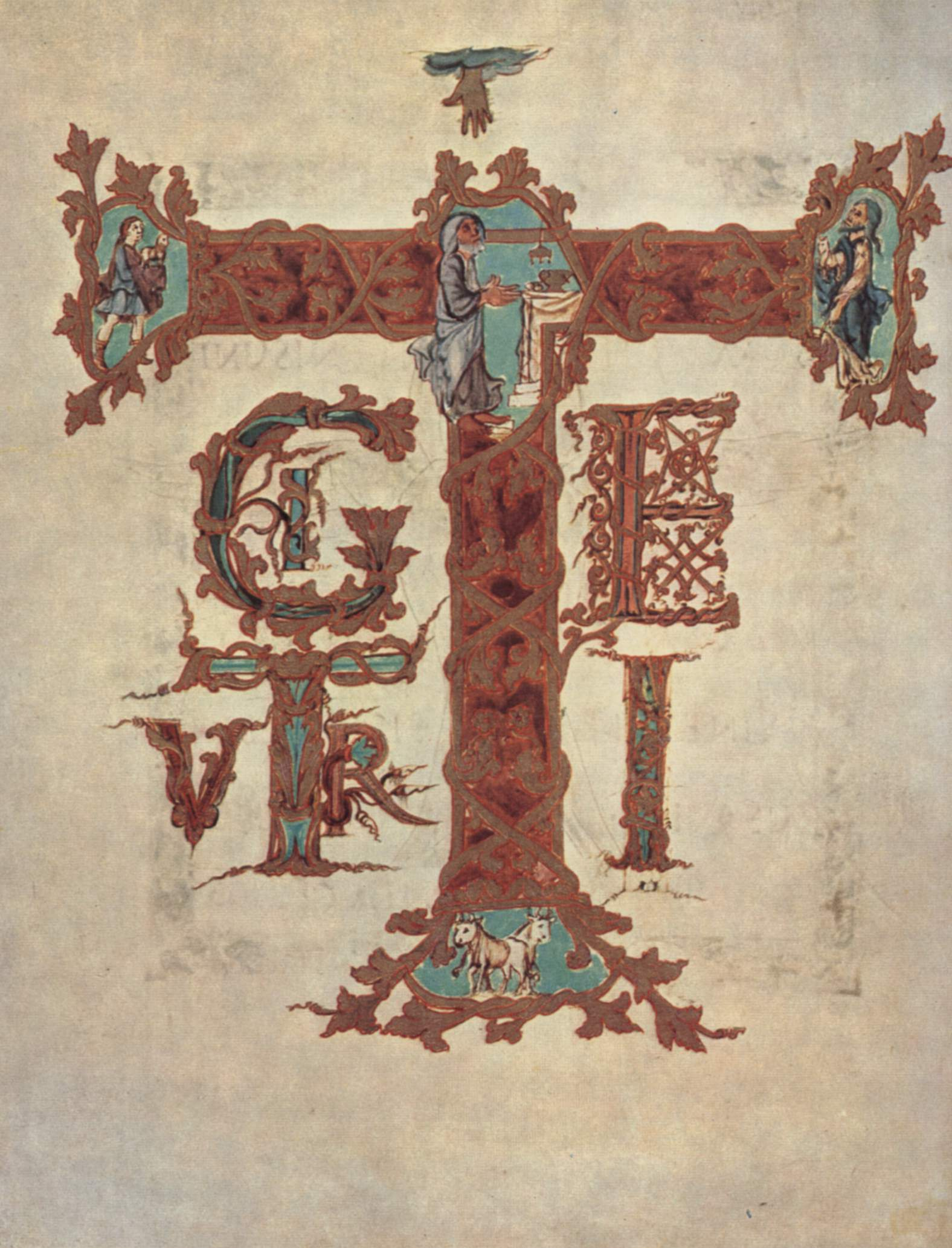
Seite aus dem Drogo-Sakramentar

Drogo (* 17. Juni 801; † 8. November/8. Dezember 855/856 im Kloster Luxeuil) war Bischof von Metz und stammte als Sohn von Kaiser Karl dem Großen und dessen Konkubine Regina aus dem Geschlecht der Karolinger.

## Lebenslauf
Sein Halbbruder Ludwig der Fromme zwang ihn zunächst, Geistlicher zu werden. Ab 820 war er Abt von Luxeuil. Nach der Aussöhnung mit Ludwig 822 wurde Drogo 823 freiwillig Priester, und am 28. Juni 823 wurde er zum Bischof von Metz ernannt. 831 weihte er Ansgar zum ersten (Erz-)Bischof von Hammaburg (Hamburg). 
Drogo hielt 833 beim sogenannten „Verrat auf dem Lügenfelde“ bei Colmar als einer von wenigen zu Ludwig dem Frommen, und nach dessen Wiedereinsetzung wurde er deshalb 835 Erzkaplan des Kaisers. Er saß der Synode von Diedenhofen am 4. März 835 vor, die unter anderem den Erzbischof Ebo von Reims wegen seines Verrats an Ludwig absetzte. Kurz vor seinem Tod vertraute Ludwig der Fromme Drogo seinen Nachlass und die Herrschaftsinsignien an.
844 sandte ihn Kaiser Lothar I., dessen Onkel und Berater er war, nach Rom, um die Wahl von Papst Sergius II. zu überwachen. Postwendend wurde er vom Papst zum apostolischen Vikar für Gallien und Germanien ernannt. Als solcher präsidierte er im Oktober 844 auf der Synode von Yutz (bei Diedenhofen).
Drogo verunglückte am 8. Dezember (November?) 855 (856?) tödlich und wurde in der Abtei Sankt Arnulf in Metz beigesetzt.
Drogo war ein großer Kunstliebhaber und einer der bedeutendsten Mäzene des 9. Jahrhunderts. Er ließ die Kathedrale von Metz mit Werken ausstatten, die in ihrer Schönheit und Kostbarkeit zu den Höhepunkten der karolingischen Renaissance zählen. Dazu gehören auch drei Handschriften, deren jüngste und zugleich schönste das Drogo-Sakramentar ist.
Drogo war nicht der einzige Karolinger, der eine geistliche Laufbahn einschlug: Sein jüngerer Bruder Hugo war Abt von Saint-Quentin, Saint-Bertin und Lobbes.

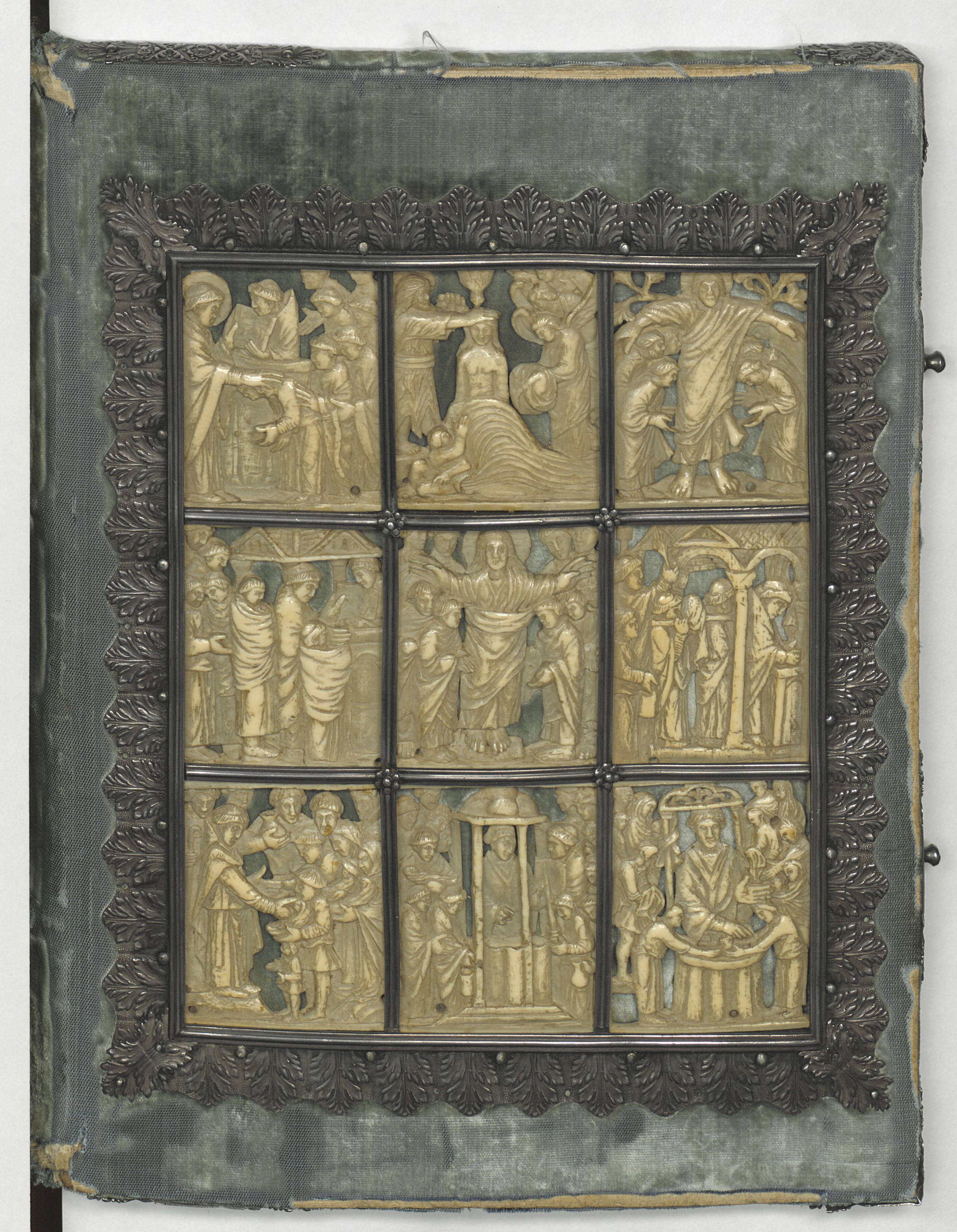
Drogo-Sakramentar